# San Jose (Occidental Mindoro)
San Jose (Tagalog: Bayan ng San Jose) ist eine philippinische Stadtgemeinde in der Provinz Occidental Mindoro, in der Verwaltungsregion IV-B, Mimaropa. Sie hat 143.430 Einwohner (Zensus 1. August 2015), die in 38 Barangays lebten. Sie wird als Gemeinde der ersten Einkommensklasse auf den Philippinen und als teilweise  urbanisiert eingestuft. 
Die Topographie der Gemeinde ist gekennzeichnet durch gebirgiges Terrain. Teile des Mount Iglit Baco National Park liegen auf dem Gebiet der Gemeinde. Ihre Nachbargemeinden sind Bulalacao (Provinz Oriental Mindoro) im Osten, Rizal und Calintaan im Norden, Magsaysay im Süden. Im Westen liegt die Mindoro-Straße.
San Jose verfügt über einen Flughafen und einen Tiefwasserhafen, Fährverbindungen bestehen nach Manila und Batangas City. Die Fluggesellschaften Zest Airways, Cebu Pacific und Airphil Express bedienen den Flughafen, zum Teil täglich, vom Flughafen Manila aus.
Seit 2014 Jahr wird der Flughafen nur noch drei Mal pro Woche von Cebu Pacific angeflogen.
In San Jose ist das Divine Word College of San Jose angesiedelt.

## Baranggays
| - Ambulong - Ansiray - Bagong Sikat - Bangkal - Barangay 1 - Barangay 2 - Barangay 3 - Barangay 4 - Barangay 5 - Barangay 6 - Barangay 7 - Barangay 8 - Batasan | - Bayotbot - Bubog - Buri - Camburay - Caminawit - Catayungan - Central - Iling Proper - Inasakan - Ipil - La Curva - Labangan Iling - Labangan Poblacion | - Mabini - Magbay - Mangarin - Mapaya - Monte Claro - Murtha - Natandol - Pag-Asa - Pawican - San Agustin - San Isidro - San Roque |

## Weblink
- Informationen der Philippine Statistics Authority über San Jose